# Lazarevac
Lazarevac (Servisch: Лазаревац) is een stad in het district Belgrado in Centraal-Servië. In 2002 telde de stad 23.551 inwoners.
Gedurende het Interbellum was er een militair vliegveld in Lazarevac dat deel uitmaakte van de luchtverdediging van Belgrado. Op 7 april 1941, tijdens het Duits bombardement op Belgrado, viel de Duitse luchtmacht het vliegveld aan met 60 Stuka's in een poging zoveel mogelijk Joegoslavische vliegtuigen uit te schakelen. Op het terrein van het voormalig vliegveld ligt tegenwoordig een medisch centrum.
In 1971 werd de gemeente Lazarevac, samen met Mladenovac, geannexeerd door Belgrado. 

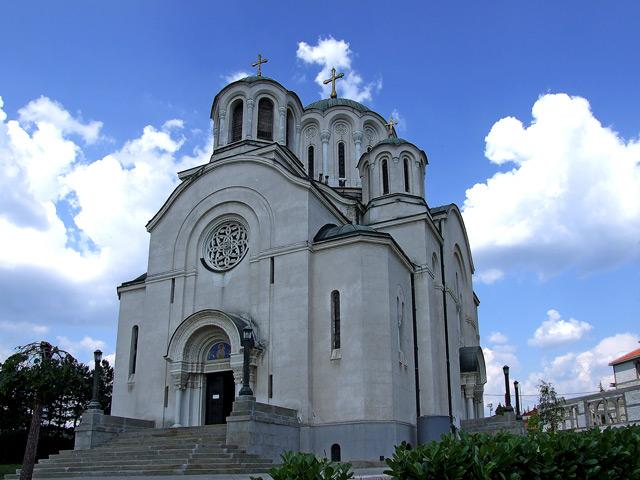
Servisch Orthodoxe kerk in Lazarevac

Barajevo · Čukarica · Grocka · Lazarevac · Mladenovac · Novi Beograd · Obrenovac · Palilula · Rakovica · Savski Venac · Sopot · Stari Grad · Surčin · Voždovac · Vračar · Zemun · Zvezdara